# Жана-Жулдиз
Жана́-Жулди́з (каз. Жаңа жұлдыз) — село у складі Железинського району Павлодарської області Казахстану. Адміністративний центр Казахстанського сільського округу.
Населення — 799 осіб (2021; 921 у 2009, 1183 у 1999, 1738 у 1989).
Національний склад станом на 1989 рік:
- казахи — 43 %;
- росіяни — 25 %.

До 2008 року село називалось Новокузьминка, станом на 1989 рік — Новокузьминськ.